# Williams College
O Williams College é uma faculdade de artes liberais localizada em Williamstown, Massachusetts, Estados Unidos. Fundada em 1793, o Williams College é uma das instituições de ensino mais antigas dos Estados Unidos. Foi criada em 1793 com recursos das propriedades de Ephraim Williams, um colono da Província da Baía de Massachusetts assassinado na Guerra Franco-Indígena em 1755.
A faculdade produziu muitos alunos notáveis, incluindo 9 vencedores do Prêmio Pulitzer, um vencedor do Prêmio Nobel, um medalhista da Fields, 10 bilionários, 71 membros do congresso dos Estados Unidos, 22 governadores e um presidente dos Estados Unidos.

## Rankings
Nos rankings da Forbes de 2010, 2011 e 2014, Williams foi eleita a instituição #1 dos Estados Unidos, em termos de graduação. Williams foi a primeira instituição a atingir a primeira posição três vezes no ranking. Em 2012, 2015 e 2016 Williams ficou em segundo lugar . Nos anos de 2017 e 2018 a faculdade saiu das top 10 (#13 e #12 respectivamente) e no ano de 2019 caiu para a #19 posição.
Em 2019 a faculdade completou 17 anos consecutivos em primeiro lugar no ranking de faculdades de artes liberais da News & World's Report. A lista não inclui universidades ( que se diferem de faculdades de artes liberais por oferecerem programas de pós graduação).